# HD 61887
HD 61887，又名BD+03 1758，SAO 115813、HR 2966，是一颗恒星，视星等为5.94，位于銀經215.43，銀緯12.81，其B1900.0坐标为赤經7h 36m 19.8s，赤緯+3° 12.81′ 30″。